# Christian Konrad Wilhelm von Dohm

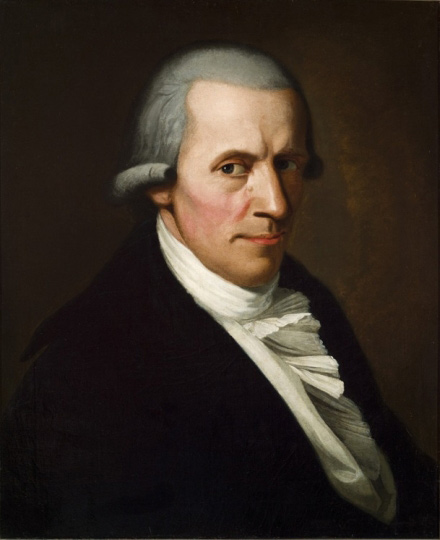
Christian Konrad Wilhelm von Dohm, Gemälde von Karl Christian Kehrer, 1795

Christian Konrad Wilhelm Dohm, ab 1786 von Dohm, (* 11. Dezember 1751 in Lemgo; † 29. Mai 1820 in Pustleben) war ein deutscher Jurist, preußischer Diplomat, Historiker und politischer Schriftsteller. Als Autor der wegweisenden Schrift Über die bürgerliche Verbesserung der Juden von 1781 trat er im Sinne der Aufklärung für die jüdische Emanzipation ein und förderte diese europaweit.

## Leben und Werk

### Leben
Christian Dohm war Sohn des Pastors Wolrad Dohm von St. Marien in Lemgo und seiner Ehefrau Anna Elisabeth, geborene Topp. Seine Mutter war die Tochter des damaligen Lemgoer Bürgermeisters. Beide Eltern starben noch vor Ablauf seines siebten Lebensjahres, so dass er unter der Vormundschaft seiner Verwandten aufwuchs und seine Kindheit in verschiedenen Pfarrers-, Lehrer- und Kantorenhaushalten Lemgos verbrachte.
Als Gymnasiast fiel er durch intensives und vielseitiges Literaturstudium in den Privatbibliotheken seiner Verwandten auf, u. a. der der Meyerschen Hofbuchdruckerei angeschlossenen Buchhandlung von Christian Friedrich Helwing (1725–1781), seines späteren Schwiegervaters. Durch seinen Mitschüler Lorenz Benzler gewann er die lebenslange Freundschaft des Dichters Johann Wilhelm Ludwig Gleim aus Halberstadt.
Den Besuch einer Universität musste er sich beim Lemgoer Magistrat erklagen. Er studierte zunächst Philosophie und Theologie in Leipzig, dann Rechtswissenschaft in Göttingen und Kassel. Dabei lernte er die Reichsverfassung gut kennen. Im Studium in Göttingen veröffentlichte er geografische Werke. 1774/75 war er Herausgeber des Encyclopädischen Journals. 1776 bis 1779 war er Professor der Kameral- und Finanzwissenschaften am Collegium Carolinum in Kassel. Er war Mitherausgeber der Zeitschrift Deutsches Museum, die es von 1776 bis 1791 gab. Die Verantwortlichkeit der Redaktion teilte Dohm sich mit Heinrich Christian Boie. Boie war für den literarischen und literaturkritischen Teil des Journals zuständig, Dohm für den historisch-politischen. Während Boie sich mehr und mehr für literarische Zeitungsbeilagen einsetzte, beharrte der Aufklärer Dohm auf politischen Beiträgen. Der vorübergehende Versuch, die Unausgeglichenheit durch jeweils alleinige Zuständigkeit für ein Heft auszutragen, führte zu sehr unterschiedlichen Ausgaben. Dohm schied 1778 aus der Redaktion aus.
Seine Bewunderung für Friedrich II. ließ Dohm eine Anstellung im preußischen Staatsdienst anstreben. 1779 wurde er zum Archivar in Berlin ernannt. Später wurde er Geheimer Kriegsrat im preußischen Außenministerium und Sekretär bei der geheimen Staatskanzlei in Berlin. 1786 wurde Dohm von König Friedrich Wilhelm II. in den Adelsstand erhoben. Von 1786 bis 1794 war er Gesandter und Bevollmächtigter Minister in Köln und Aachen. Dohm spielte zwischen 1789 und 1791 eine bedeutende Rolle als Verteidiger der Lütticher Revolution. In Halberstadt lebte er seit 1794. Beim Rastatter Kongress war er 1798/99 anwesend. Eichsfeld-erfurtischer Kriegs- und Domänenkammerpräsident war er 1804, 1807 dann königlich westphälischer Staatsrat. Von 1808 bis 1810 war er königlich-westphälischer Gesandter in Dresden und seit 1810 Privatier und Schriftsteller.

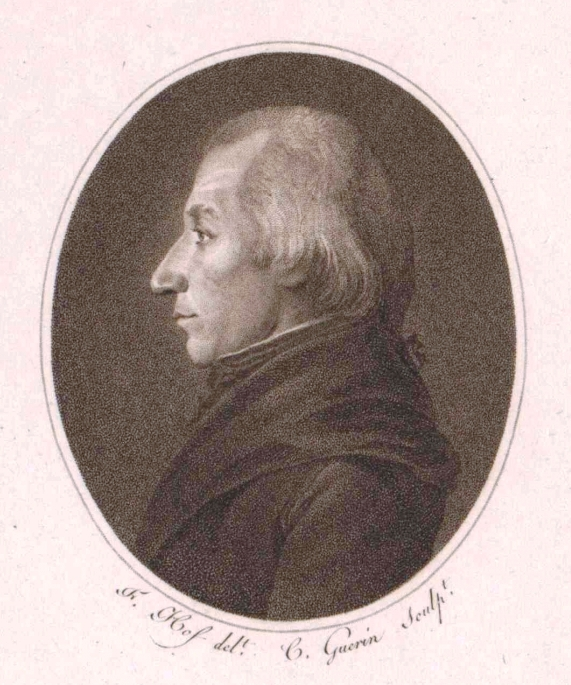
Christian Konrad Wilhelm von Dohm, Stich von Christophe Guérin

Dohm war Mitglied der Freimaurerloge Zum gekrönten Löwen in Kassel, Angehöriger der Berliner Mittwochsgesellschaft (Gesellschaft der Freunde der Aufklärung) und mit Anna Henriette Elisabeth  (* 1762 in Lemgo; † nach 1808), geb. Helwing, verheiratet. Das Paar hatte eine Tochter und zwei Söhne. Seine Beziehungen zu bedeutenden Persönlichkeiten seiner Zeit wie Gleim, Herder, Lavater, Garve, Engel, Sulzer, Lichtenberg, dem Freiherrn vom Stein und Johann Heinrich Jung-Stilling prägten Dohms Leben.
Dohm war ferner Mitglied der von 1785 bis 1810 bestehenden Literarischen Gesellschaft Halberstadt.
1797 wurde er Ehrenbürger der Hansestadt Bremen, da er sich als preußischer Gesandter bei verschiedenen Verhandlungen für Bremens Neutralität und den Erhalt seiner Selbständigkeit einsetzte.
1806 gründete er die Höhere Töchterschule in Goslar, das heutige Christian-von-Dohm-Gymnasium. Seit 1808 war er auswärtiges Mitglied der Bayerischen Akademie der Wissenschaften.

### Werk
Als aufgeklärter Vertreter der Bürgerrechte für die Juden wurde Dohm vor allem durch seine Schrift zur Judenemanzipation Über die bürgerliche Verbesserung der Juden (1781), die das erste Werk dieser Art war, europaweit bekannt. Die Idee dazu erhielt er von Moses Mendelssohn, der auf diese Weise versuchte, ein Hilfsgesuch unterdrückter Elsässer Juden weiterzuleiten. Dohm führte die den Juden damals weithin zugeschriebenen negativen Eigenschaften auf die rechtlichen Beschränkungen, unter denen sie litten, nicht auf angebliche Eigenarten als Volk oder als Religionsgemeinschaft zurück. Die vorhandenen Judenordnungen zwängten die Juden zu einer Lebensweise, die Ursache des Antijudaismus, der den Juden entgegengebrachten Feindschaft und Verachtung, sei. Er wollte sie durch Gleichberechtigung aus ihrer beruflichen Diskriminierung befreien und so zu nützlichen Staatsbürgern erziehen. Damit beeinflusste er Vertreter der Menschenrechte wie Mirabeau, durch deren Engagement die Französische Nationalversammlung 1791 die Gleichstellung der französischen Juden beschloss.

## Werke (Auswahl)
- Über die bürgerliche Verbesserung der Juden. 2 Teile in 1 Bd. Berlin und Stettin 1781 und 1783; Neuausgabe: Kaiserslautern 1891; Nachdruck: Olms, Hildesheim 1973.
  - Band 1, Berlin und Stettin 1781 (Digitalisat), 2. Auflage, Berlin und Stettin 1783 (Digitalisat)
  - Band 2, Berlin und Stettin  1783 (Digitalisat)
- Über die bürgerliche Verbesserung der Juden. Kritische und kommentierte Studienausgabe. Hrsg. von Wolf Christoph Seifert. Wallstein, Göttingen 2015, ISBN 978-3-8353-1699-7.
- Denkwürdigkeiten meiner Zeit oder Beiträge zur Geschichte vom letzten Viertel des achtzehnten und vom Anfang des neunzehnten Jahrhunderts 1778 bis 1806
  - Band 1, Lemgo und Hannover 1814 (Digitalisat)
  - Band 2, Lemgo und Hannover 1815 (Digitalisat)
  - Band 3, Lemgo und Hannover 1817 (Digitalisat)
  - Band 4, Lemgo und Hannover 1819 (Digitalisat)

als Übersetzer
- Eduard Ives Esq. Reisen nach Indien. In einer freyen Uebersetzung aus dem englischen Originale geliefert, mit historisch-geographischen Anmerkungen und Zusätzen vermehrt. M.G. Weidmanns Erben und Reich, Leipzig 1774.[4]
- Friedrich II.: Über die deutsche Literatur. Die Mängel, die man ihr vorwerfen kann, ihre Ursachen und die Mittel zu ihrer Verbesserung. Aus dem Französischen von Christian Conrad Wilhelm von Dohm. Decker, Berlin 1780 (Digitalisat und Volltext im Deutschen Textarchiv).